# Annie Gautier-Hion
Annie Gautier-Hion, née le 2 mai 1940 à Quintenic (Côtes-du-Nord) et morte le 13 juillet 2011 à Rennes, est une primatologue et éthologue française spécialiste des gorilles et des talapoins. Elle mène ses recherches à la station biologique de Paimpont. Elle reçoit la médaille d'argent du CNRS en 1988.

## Biographie
Ses parents sont éleveurs à Saint-Cast. Annie Gautier-Hion fait ses études à l'Université Rennes-I. Elle en sort diplômée en éthologie en 1963 et se voit proposer un poste de maitresse de conférence. Elle répond à une annonce et commence à travailler auprès du zoologiste Pierre-Paul Grassé en 1964, à Makokou au Gabon, sur le comportement des gorilles. Une épidémie de yersiniose frappe ces gorilles et elle décide de se tourner vers le plus petit singe d'Afrique, le talapoin. En 1967, elle y crée un élevage de cercopithèques et de cercocèbes. 
En 1969, elle rejoint la station biologique de Paimpont à l'Université Rennes-I et y transfère cet élevage,. Annie Gautier-Hion étudie leur comportement et leur réseau trophique et soutient sa thèse de doctorat en 1972 sur ce sujet. En 1974, Jonathan Kingdon (en) et François Bourlière la contactent pour travailler sur la biologie de l'évolution et plus précisément sur l'évolution des pelages des primates forestiers. Elle organise un colloque international à ce sujet en 1985 puis publie un ouvrage en 1988. Cette année là, elle remporte la médaille d'argent du CNRS. En 1995, elle retourne travailler sur les gorilles et participe à la diffusion des connaissances sur le sujet.

## Vie privée
Elle est mariée à l'écologue Jean-Pierre Gautier, avec qui elle a travaillé tout au long de sa carrière. Celui-ci a reçu la Médaille de bronze du CNRS en 1976.

## Distinctions
- 1988 : médaille d'argent du CNRS[7]

## Publications

### Ouvrages
- (en) Annie Gautier-Hion, François Bourlière, Jean-Pierre Gautier et Jonathan Kingdon, A primate radiation: evolutionary biology of the African guenons, Cambridge University Press, 1988 (ISBN 052133523X)
- Annie Gautier-Hion, Marc Colyn et Jean-Pierre Gautier, Histoire naturelle des primates d’Afrique Centrale, Ecofac editions, 1999
- Annie Gautier-Hion, Les gorilles, Evergreen, 2006 (ISBN 2843982294)

### Articles scientifiques
- (en) avec Jean-Pierre Gautier, « Le Singe de Brazza : Une stratégie originale », Zeitschrift für Tierpsychologie, vol. 46, no 1,‎ 26 avril 2010, p. 84–104 (DOI 10.1111/j.1439-0310.1978.tb01440.x, lire en ligne, consulté le 29 juillet 2024).
- (en) Damien Caillaud, Florence Levréro, Romane Cristescu et Sylvain Gatti, « Gorilla susceptibility to Ebola virus: The cost of sociality », Current Biology, vol. 16, no 13,‎ juillet 2006, R489–R491 (ISSN 0960-9822, DOI 10.1016/j.cub.2006.06.017, lire en ligne, consulté le 29 juillet 2024).
- (en) William M. Switzer, Marco Salemi, Vedapuri Shanmugam et Feng Gao, « Ancient co-speciation of simian foamy viruses and primates », Nature, vol. 434, no 7031,‎ mars 2005, p. 376–380 (ISSN 1476-4687, DOI 10.1038/nature03341, lire en ligne, consulté le 29 juillet 2024).
- (en) Florence Magliocca, Sophie Quérouil et Annie Gautier-Hion, « Grouping patterns, reproduction, and dispersal in a population of sitatungas ( Tragelaphus spekei gratus ) », Canadian Journal of Zoology, vol. 80, no 2,‎ 1er février 2002, p. 245–250 (ISSN 0008-4301 et 1480-3283, DOI 10.1139/z01-224, lire en ligne, consulté le 29 juillet 2024).
- (en) Marc Colyn, Annie Gautier-Hion et Walter Verheyen, « A Re-Appraisal of Palaeoenvironmental History in Central Africa: Evidence for a Major Fluvial Refuge in the Zaire Basin », Journal of Biogeography, vol. 18, no 4,‎ 1991, p. 403–407 (ISSN 0305-0270, DOI 10.2307/2845482, lire en ligne, consulté le 29 juillet 2024).
- (en) Annie Gautier-Hion et Georges Michaloud, « Are Figs Always Keystone Resources for Tropical Frugivorous Vertebrates? A Test in Gabon », Ecology, vol. 70, no 6,‎ décembre 1989, p. 1826–1833 (DOI 10.2307/1938115, lire en ligne, consulté le 29 juillet 2024).
- avec Jean-Marc Duplantier, Louise H. Emmons, F. Feer, Philippe Hecketsweiler et al., « Coadaptation entre rythmes de fructification et frugivorie en forêt tropicale humide du Gabon : mythe ou réalité », Revue d’Écologie, vol. 40, no 4,‎ 1985, p. 405-434 (HAL hal-371732, lire en ligne [PDF]).
- (en) A. Gautier-Hion, J. -M. Duplantier, R. Quris et F. Feer, « Fruit characters as a basis of fruit choice and seed dispersal in a tropical forest vertebrate community », Oecologia, vol. 65, no 3,‎ 1er février 1985, p. 324–337 (ISSN 1432-1939, DOI 10.1007/BF00378906, lire en ligne, consulté le 29 juillet 2024).
- « La dissémination des graines par les cercopithécides forestiers africains », Revue d'Écologie, vol. 39, no 2,‎ 1984, p. 159-165 (HAL hal-01369832, lire en ligne [PDF]).
- (en) « Seasonal Variations of Diet Related to Species and Sex in a Community of Cercopithecus Monkeys », Journal of Animal Ecology, vol. 49, no 1,‎ 1980, p. 237–269 (ISSN 0021-8790, DOI 10.2307/4287, lire en ligne , consulté le 29 juillet 2024).
- (en) Annie Gautier-Hion, « Dimorphisme sexuel et organisation sociale chez les Cercopithécinés forestiers africains », Mammalia, vol. 39, no 3,‎ 1er janvier 1975, p. 365–374 (ISSN 1864-1547, DOI 10.1515/mamm.1975.39.3.365, lire en ligne , consulté le 29 juillet 2024).
- « L’écologie du talapoin du Gabon. , 1971, 25 (4), pp.427-490. ⟨hal-01366072⟩ », Revue d'Écologie, vol. 25, no 4,‎ 1971, p. 427-490 (HAL hal-01366072, lire en ligne [PDF])
- avec Jean-Pierre Gautier, « Les Associations polyspécifiques chez les Cercopithecidae du Gabon  ⟨hal-01358965⟩ », Revue d'Écologie, vol. 164, no 2,‎ 1969, p. 164-201 (HAL hal-01358965, lire en ligne [PDF]).